# Chapelle de Dramelay
La chapelle de Dramelay est un édifice religieux situé sur le territoire de la commune de Dramelay, dans le département français du Jura, en région Bourgogne-Franche-Comté. C'est l'ancienne église du village de Dramelay (hameau dit "du château"), situé au pied du château médiéval.

## Histoire
La chapelle se situe à 230 m au nord du site du château de Dramelay, au centre de son village. Le château, aujourd’hui en ruines, occupait une position stratégique sur un éperon rocheux dominant la vallée de la Valouse. Datant de la première moitié du XIIIe siècle, la tour-donjon, de plan carré, était construite sur 3 niveaux avec des murs de 2,2 m d'épaisseur. Les ruines sont inscrites aux Monuments historiques depuis 2002.
Le château est ruiné depuis le XVIe siècle. Le village a été progressivement abandonné, les dernières maisons étant délaissées peu après la seconde guerre mondiale., et l'église est tombée en ruines à ce moment. Des campagnes de consolidation ont été menées au cours du XXe siècle afin de préserver les vestiges.

## Architecture
La chapelle présente une architecture modeste, représentative des édifices religieux ruraux jurassiens. Elle est construite en pierre calcaire locale, avec une nef unique et un chœur voûté en cul-de-four. Le style de construction mêle des éléments romans et gothiques. L’absence de clocher est caractéristique des chapelles de montagne.

## Situation
L’édifice se situe sur un promontoire rocheux dominant la vallée, au sud-ouest du village de Dramelay. Le site est accessible uniquement à pied par un sentier de randonnée, et offre un panorama sur la région de la Valouse.

## Légende templière
Le château appartenait à la puissante famille des sires de Dramelay, dont notamment Bernard de Tramelay, quatrième grand maître de l'ordre du Temple - mais les vestiges visibles sont plus récents et n'ont rien de templier.
Selon la tradition orale locale, le site de Dramelay aurait été fréquenté par les chevaliers de l’ordre du Temple au cours du Moyen Âge. Certaines appellations populaires, comme « tour templière », sont encore employées pour désigner les ruines du château situées à proximité de la chapelle. Toutefois, aucun document d’archive ou preuve archéologique formelle ne vient confirmer la présence d’une commanderie templière à Dramelay. De 1973 à 1993, « l'Ordre souverain du Temple solaire » y anime un office pour la Saint-Bernard.
Il est cependant établi que les Templiers possédaient plusieurs domaines dans la région du Jura, notamment à Dole, Arlay et Montmorot.
Cette hypothèse, non vérifiée, relève aujourd’hui davantage du folklore que de l’histoire documentée.